# A2 (Roemenië)
De A2, bijgenaamd Autostradă Soarelui, is de snelweg tussen Boekarest en Constanța, de grootste haven van Roemenië aan de Zwarte Zee, met de bedoeling om de haven van Constanta te verbinden met de rest van Roemenië en Europa via deze snelweg. De weg kwam gereed in november 2012 en heeft een lengte van 225 km.

## Geschiedenis
De aanleg van de snelweg begon al in de communistische tijd.
Tussen Fetești en Cernavodă werd de eerste 18 km aangelegd, dit deel werd geopend in 1987.
Naast de snelweg werd ook een spoorweg gebouwd op de viaducten over de Donau.
Na de val van het communisme in 1989 werd het werk aan de snelweg nog een kleine periode voortgezet, maar uiteindelijk stopte men in 1993.
In 1998 werd het werk weer voortgezet. In 2004 werd bijna de helft van de snelweg geopend, tussen Boekarest via Fundulea naar Drajna (circa 97 km) en met de 20 jaar oude Fetești - Cernavodă erbij ongeveer 115 km (53%).
In september 2004 werd het gedeelte tussen Fetești - Cernavodă heropend nadat er een tijdje werd gerepareerd aan de viaducten. De bouw werd eind 2012 afgerond.

## Andere projecten
Andere snelwegprojecten in Roemenië zijn de uitbreiding van de A1 (113 km) die ook gebouwd is in de communistische tijd, de A3, A4 en A5.